# Pléchâtel
Pléchâtel (bretonisch: Plegastell) ist eine französische Gemeinde mit 2.796 Einwohnern (Stand: 1. Januar 2022) im Département Ille-et-Vilaine in der Bretagne in Frankreich. Pléchâtel gehört zum Arrondissement Redon und ist Teil des Kantons Bain-de-Bretagne. Die Einwohner werden Pléchâtellois genannt.

## Geografie
Pléchâtel liegt etwa 24 Kilometer südsüdwestlich von Rennes am Zusammenfluss von Vilaine (westliche Gemeindegrenze) und Semnon (nördliche Gemeindegrenze). Umgeben wird Pléchâtel von den Nachbargemeinden Bourg-des-Comptes im Norden, Poligné und Pancé im Osten, Bain-de-Bretagne im Süden und Südosten, Guipry-Messac mit Messac im Südwesten, Saint-Malo-de-Phily im Westen und Südwesten sowie Saint-Senoux im Westen und Nordwesten.
Durch die Gemeinde führt die Route nationale 127. Der Ort hat einen Bahnhof an der Bahnstrecke Rennes–Redon.

## Bevölkerung
| Jahr      | 1962  | 1968  | 1975  | 1982  | 1990  | 1999  | 2006  | 2017  |
| --------- | ----- | ----- | ----- | ----- | ----- | ----- | ----- | ----- |
| Einwohner | 1.503 | 1.512 | 1.559 | 1.780 | 1.834 | 1.946 | 2.495 | 2.789 |

## Sehenswürdigkeiten
- Der Menhir Pierre Longue, etwa 4,0 m hoch
- Kirche Saint-Pierre, 1884 bis 1891 erbaut
- alte Priorei aus dem 17. Jahrhundert
- Kalvarie aus dem 14./15. Jahrhundert, seit 1908 Monument historique
- Kapelle Notre-Dame-de-la-Salette aus dem 19. Jahrhundert
- Kapelle Saint-Saturnin (auch: Saint-Saulny) aus dem 18. Jahrhundert
- Kapelle Le Châtellier, 1880 bis 1885 erbaut
- Kapelle Le Plessis-Bardoult, ursprünglich um 1600 erbaut, um 1850 wieder errichtet
- alte Kapelle Saint-Éloi aus dem 11./12. Jahrhundert
- alte Kapelle von Bagaron
- alte Kapelle von La Touche aus dem 18. Jahrhundert
- alte Kapelle Saint-Martin
- alte Kapelle Le Marin
- Brücke von Cambrée
- Brücke von Charrière über die Vilaine

Siehe auch: Liste der Monuments historiques in Pléchâtel

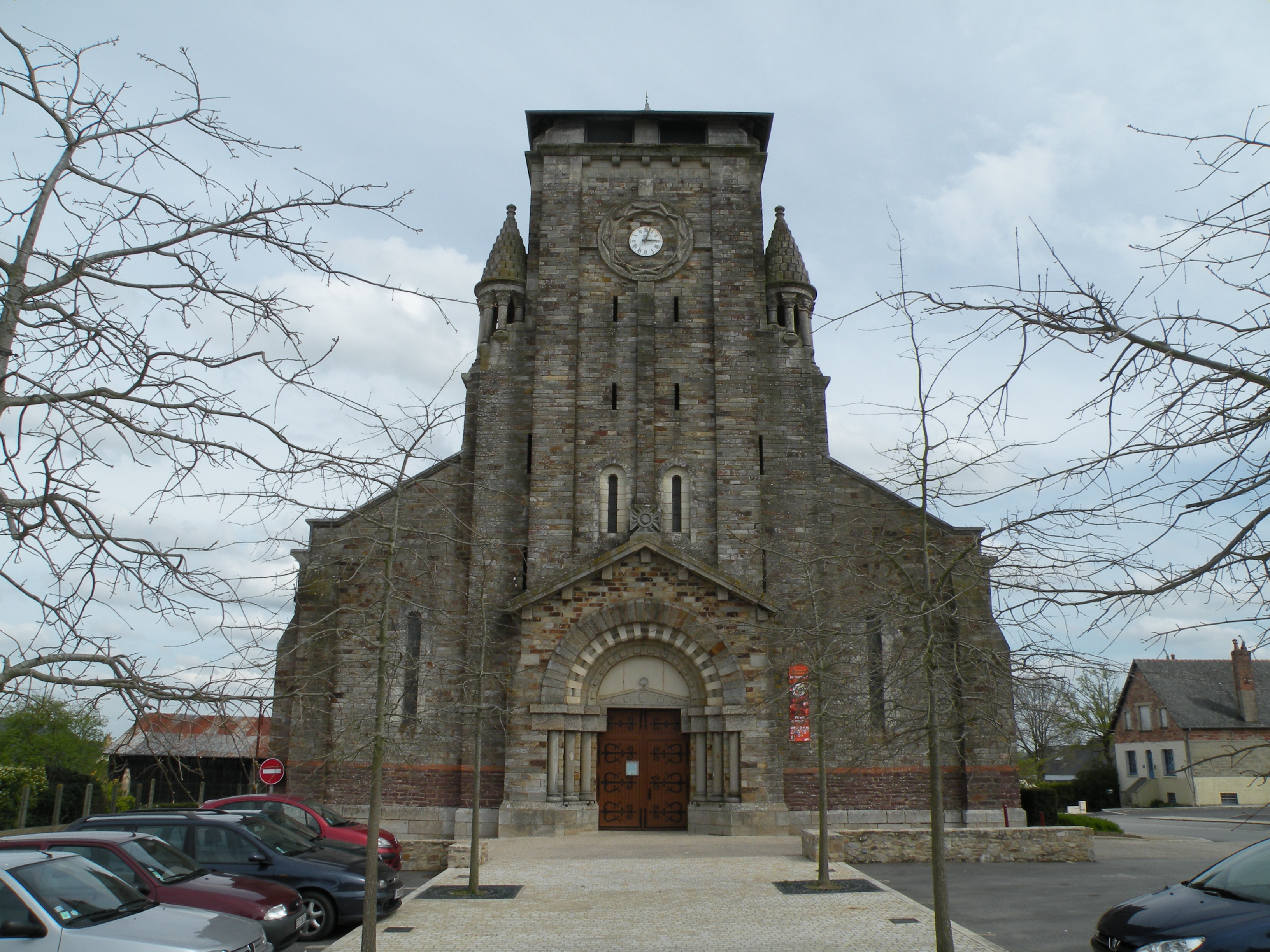
Kirche Saint-Pierre
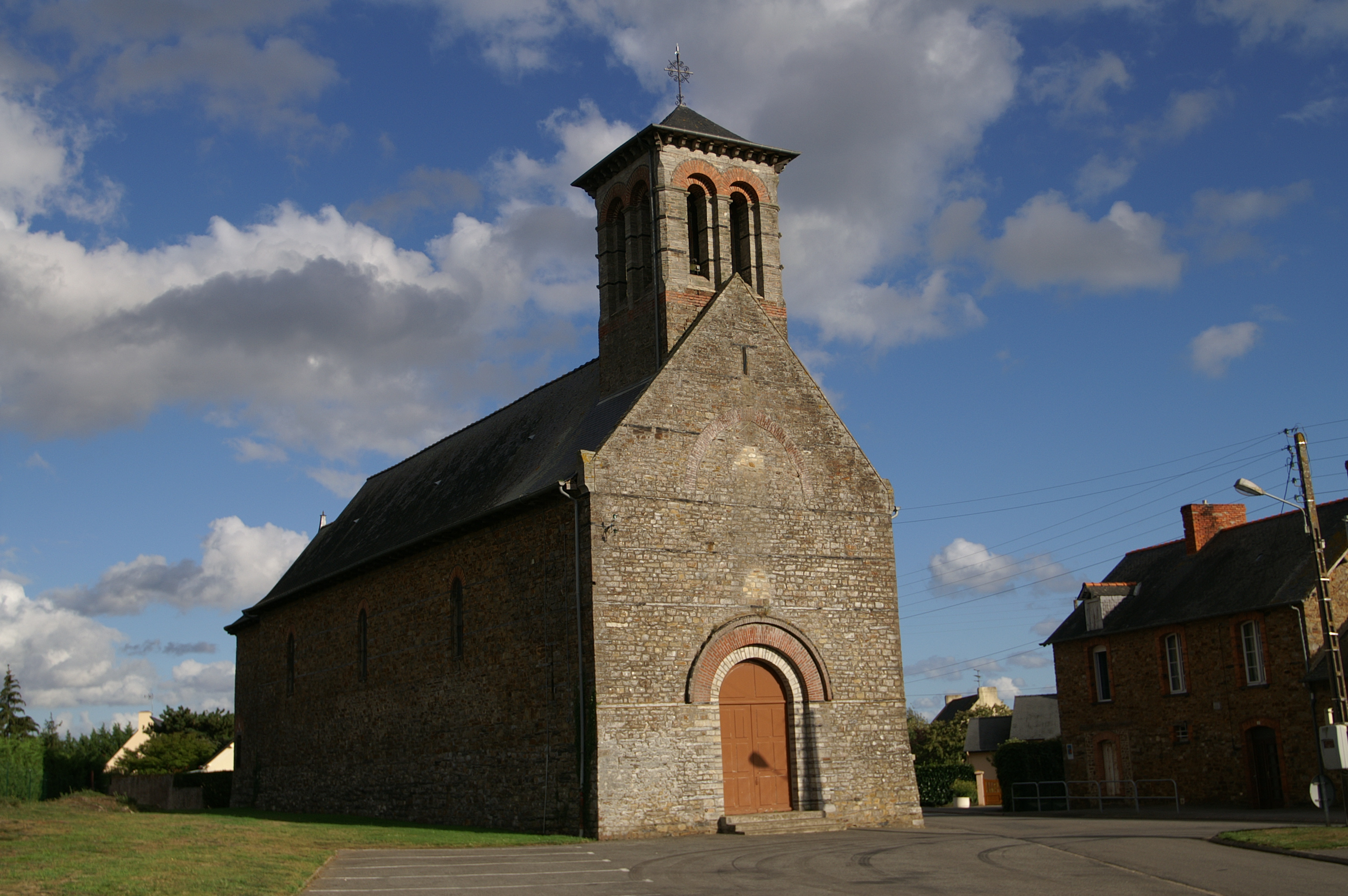
Kapelle von Châtellier
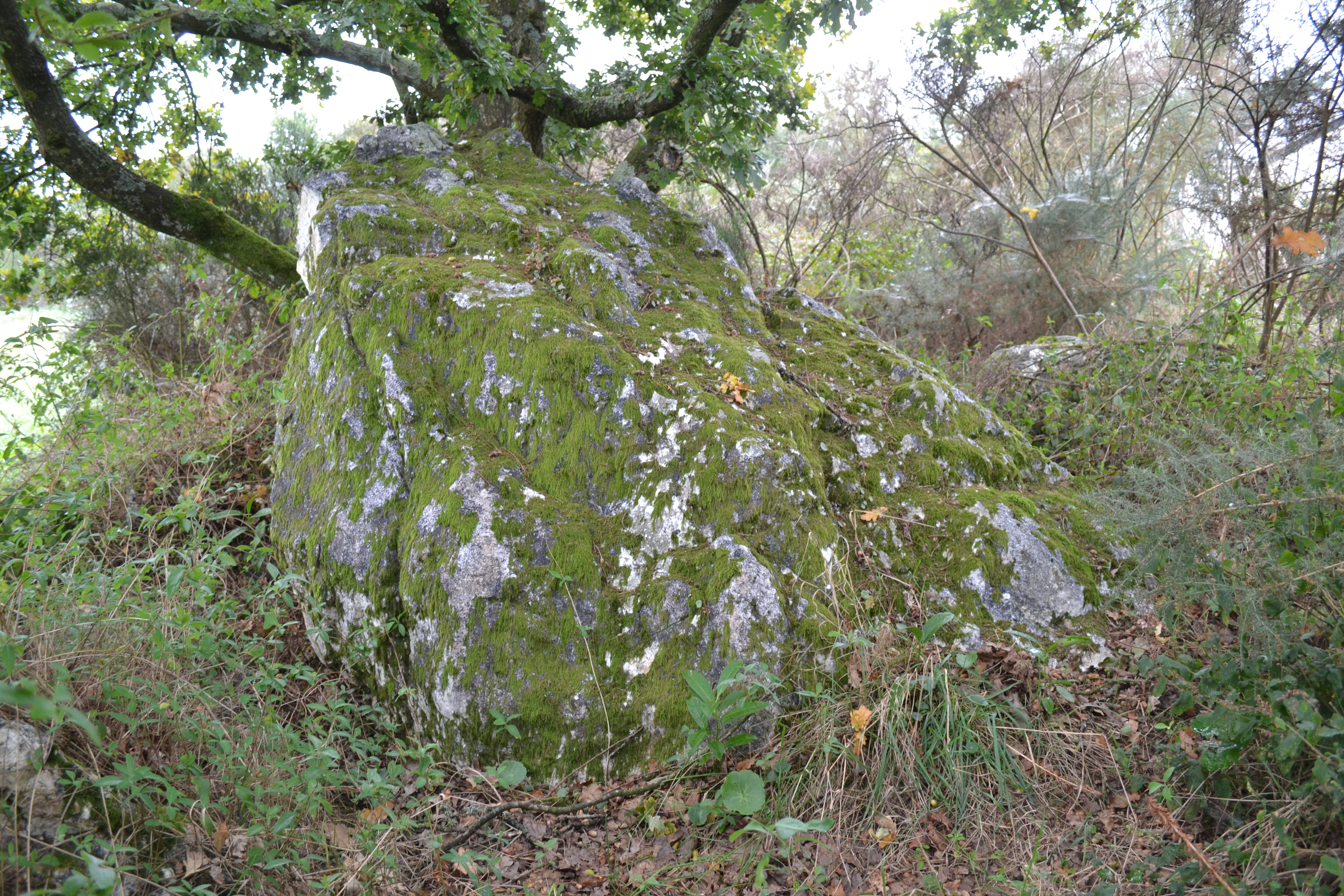
Tertre mégalithique
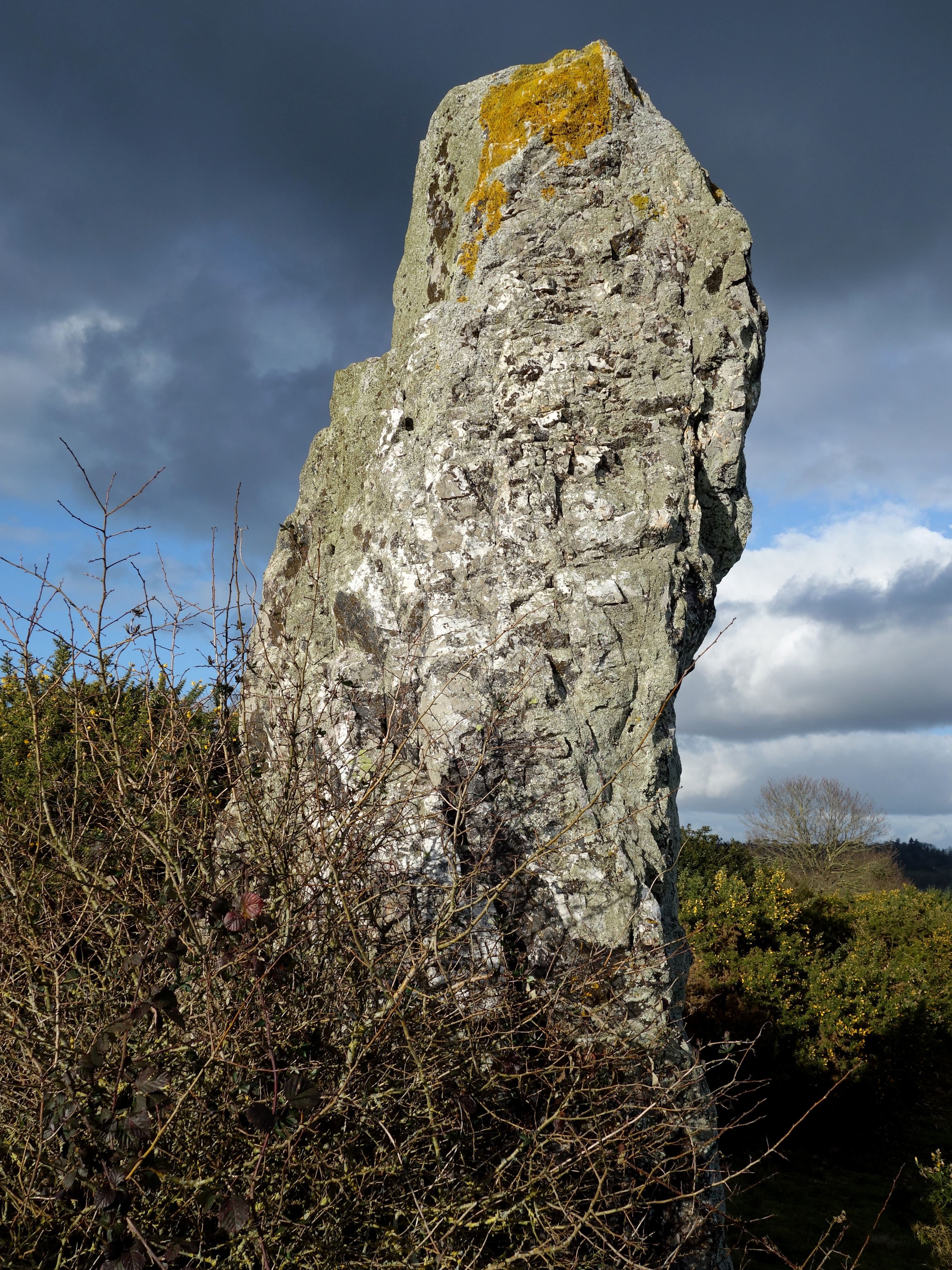
Menhir Pierre Longue
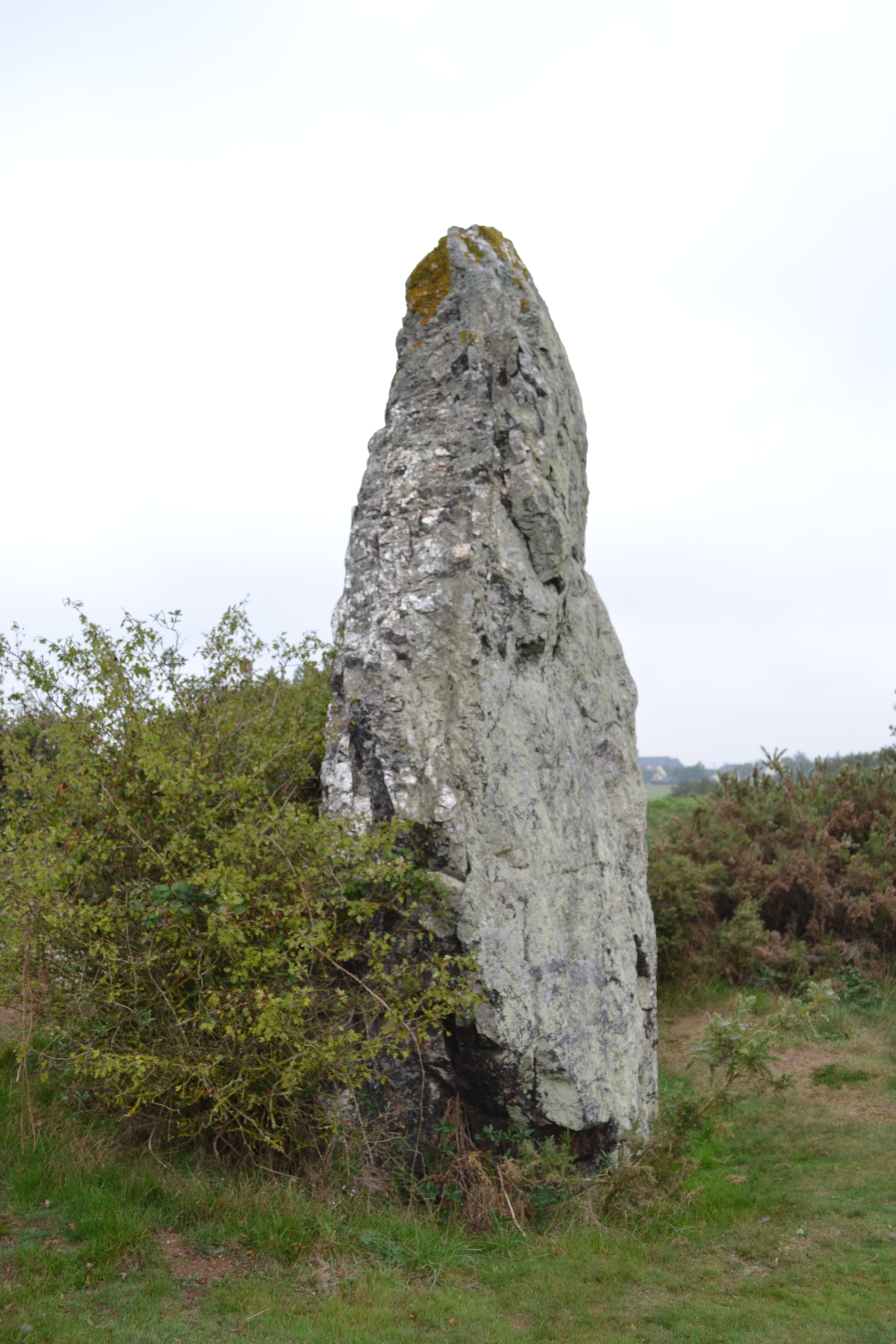
Pierre-Longue von Pléchâtel